# Ex Libris: The New York Public Library
Ex Libris: The New York Public Library è un film documentario del 2017 diretto da Frederick Wiseman.
La pellicola, di produzione statunitense, riguarda la New York Public Library.

## Trama
Il sistema bibliotecario di New York, cuore pulsante della vita culturale cittadina, è un apparato complesso: con novantadue divisioni sparse per Manhattan, il Bronx e Staten Island, la Biblioteca pubblica di New York ambisce a essere una risorsa per tutti gli abitanti di questa città sfaccettata e cosmopolita, e non solo. La New York Public Library esemplifica il credo profondamente americano del diritto individuale di sapere e di essere informato. Sostenuto grazie a una gestione mista di fondi pubblici e privati, si dimostra una delle istituzioni più democratiche in America dove chiunque è il benvenuto. Con le sue attività, la Biblioteca giorno dopo giorno fa il possibile per stimolare l’apprendimento, promuovere la conoscenza e rafforzare le comunità.

## Distribuzione
Il film è stato presentato a Venezia durante la 74ª Mostra Internazionale d'Arte Cinematografica nella competizione ufficiale il 4 settembre 2017, mentre è stato distribuito nelle sale italiane da I Wonder Pictures il 23 aprile 2018..

## Accoglienza
Il film è stato accolto molto positivamente dalla critica. Sull'aggregatore di recensioni Rotten Tomatoes ha un indice di gradimento del 96% con un voto medio di 8,2 su 10, basato su 50 recensioni, mentre su Metacritic ha un punteggio di 91 su 100, basato su 22 recensioni.

## Riconoscimenti
- 2017 - Mostra Internazionale d'Arte Cinematografica di Venezia[6]
  - Premio FIPRESCI[7]
  - Premio Fair Play cinema[7]